# Dmytro Bahalii
Dmitro Bahaliï (en russe : Багалей, Дмитрий Иванович, ukrainien : Багалій Дмитро Іванович ; ou plutôt en ukrainien : Дмитро Іванович Багалій Dmytro Ivanovytch Bahaliÿ et en russe : Дмитрий Иванович Багалей Dmitri Ivanovitch Bagaleÿ) est un historien, homme politique et enseignant ukrainien, né le 26 octobre 1857 (7 novembre dans le calendrier grégorien) à Kiev et mort le 9 février 1932 à Kharkiv.

## Biographie
Il fut recteur de l'Université nationale de Kharkiv, membre du Conseil d'état de l'Empire Russe et maire de Kharkiv. Membre de l'académie des sciences, fondateur de l'académie Taras Chevtchenko.